# 850
850 (DCCCL) je bilo navadno leto, ki se je po julijanskem koledarju začelo na sredo.

## Dogodki
- 1. januar

## Rojstva
- Albatani, arabski astronom in matematik († 929)
- Ranulf II. Akvitanski, vojvoda in kralj Akvitanije  († 890)
- Vladimir Rasate, bolgarski knez († po 893)

## Smrti
- al-Hvarizmi, arabski matematik, astronom in geograf (* 780)